# Anii 670
Secole: Secolul al VI-lea - Secolul al VII-lea - Secolul al VIII-lea
Decenii: Anii 620 Anii 630 Anii 640 Anii 650 Anii 660 - Anii 670 - Anii 680 Anii 690 Anii 700 Anii 710 Anii 720
Ani: 670 | 671 | 672 | 673 | 674 | 675 | 676 | 677 | 678 | 679